# Abutilon insigne
Abutilon insigne är en malvaväxtart som beskrevs av Jules Émile Planchon. Abutilon insigne ingår i släktet klockmalvor, och familjen malvaväxter. Inga underarter finns listade i Catalogue of Life.